# Canon PowerShot

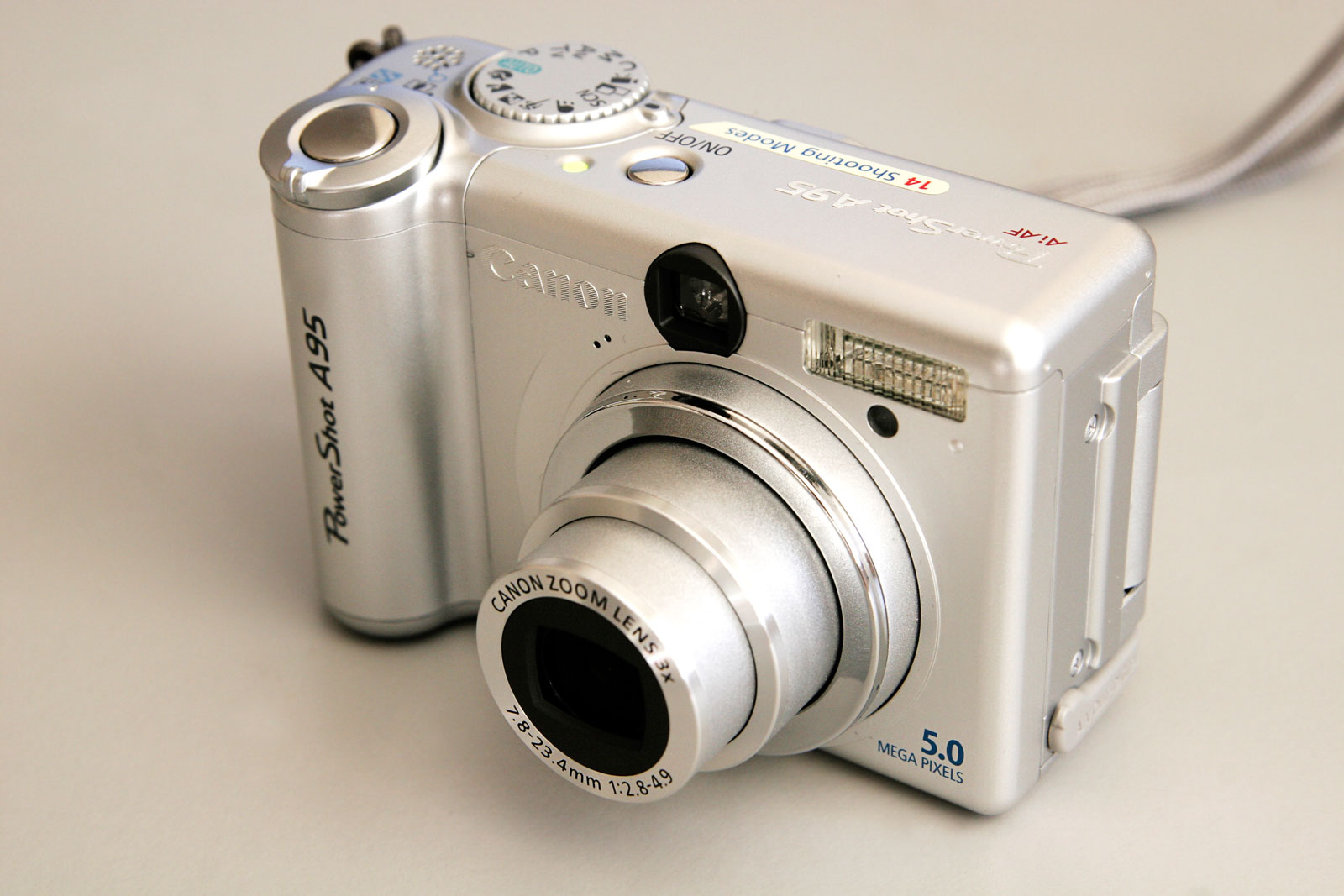
Cànon PowerShot

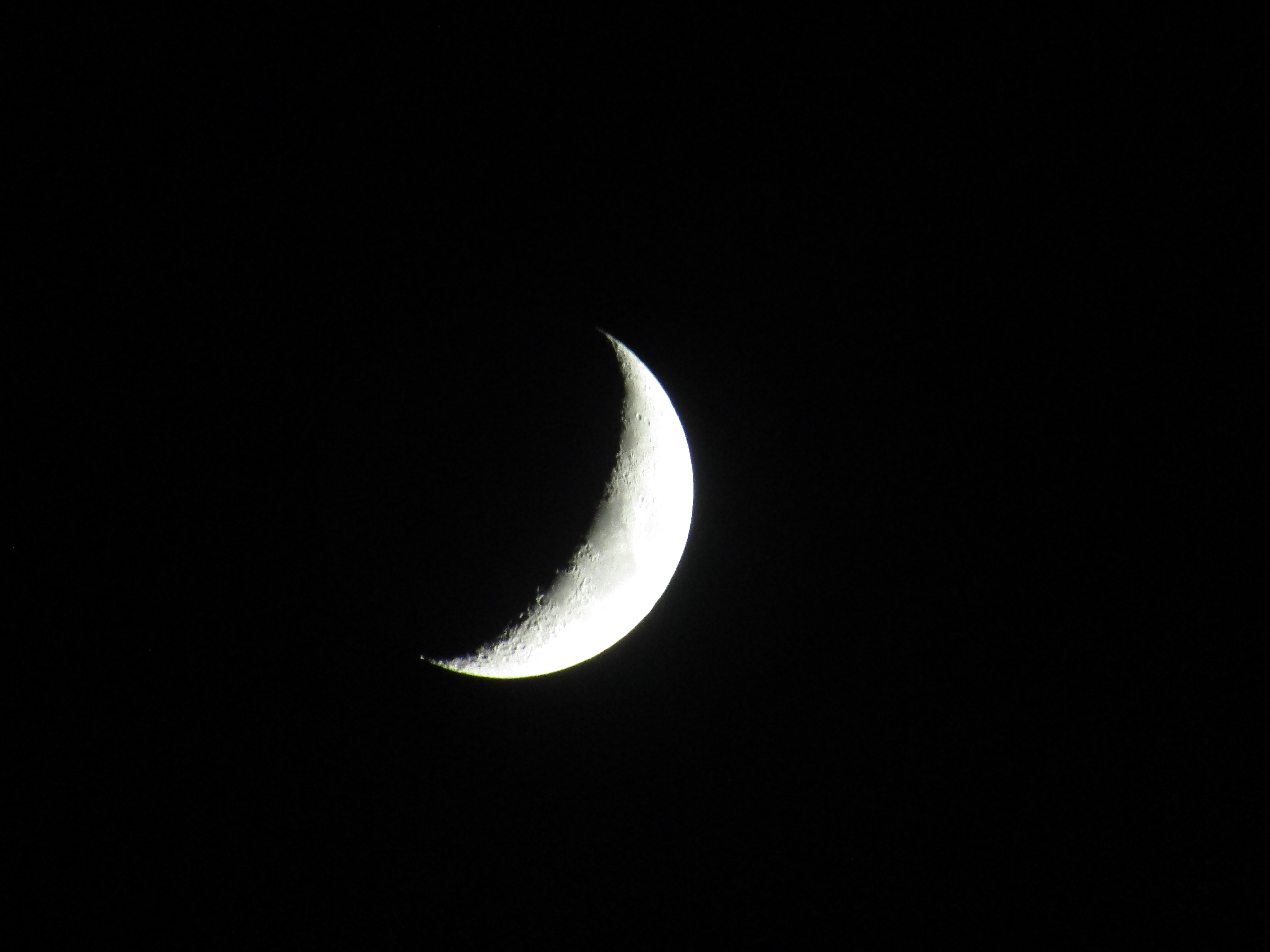
Fotografia de la Lluna feta amb Cànon PowerShot SX430 IS

La marca Cànon al 1995 llençà aquesta línia de càmeres digitals sota el nom PowerShot. Els seus productes foren tan exitosos que es considera una de les línies més venudes de càmeres Cànon digitals.
Mentre els models HS utilitzen bateries pròpies de Canon Inc., els models IS utilitzen piles.

## SX 40 HS
La Cànon PowerShot SX 40 HS és una càmera digital de la sèrie Cànon PowerShot la qual es centra en el Zoom Òptic.
Fou anunciada per primer cop al setembre del 2011.
Trets característiques principals:
- Conté un sensor CMOS de 12 MP.
- Zoom Òptic de 35x (Equivalent a 24-840mm)
- ISO d'entre 100 i 3200.
- Velocitat d'Obturació entre 15 i 1/3200 segons.
- Pantalla LCD de 2.7", de 230.000 punts i visor Viewfinder.
- Gravació de Vídeo en Full HD (1080p)

## SX 150 IS
També tenim la Cànon PowerShot SX 150 IS, una càmera digital de la sèrie Cànon PowerShot.
Anunciada a l'agost de 2011.
Les seues característiques són:
- Un sensor CCD de 14.1 MP.
- Zoom Òptic de 12x (Equivalent a 28-336mm)
- ISO d'entre 80 i 1600
- Pantalla LCD de 3", de 230.000 punts.
- Gravació de Video en HD (720p)

## SX 200 IS
La Cànon PowerShot SX 200 IS és una altra càmera digital de la sèrie Cànon PowerShot.
Anunciada al febrer del 2009.
Aquesta consta d'un zoom òptic de 12 augments i una resolució de 12,1 megapixeles (Competència directa de la TZ5 i 6 de Lumix.)

## SX 260 HS
Aquesta, la Cànon PowerShot SX 260 HS és un model de càmera fet per reemplaçar la Cànon PowerShot SX 230.
Aquesta es centra en l'ús de viatges, per la qual cosa incorpora un GPS.
S'anuncià al febrer del 2012.
Les característiques són:
- Sensor CMOS de 12.1 Megapíxeles.
- Zoom Òptic de 20x (Equivalent a 25-500mm)
- ISO d'entre 100 i 3200.
- Velocitat d'obturació entre 15 i 1/3200 segons.
- Pantalla LCD de 3", de 460.000 punts.
- Gravació de vídeo en Full HD (1080p) i enregistrament en estèreo.
- Incorporació de GPS.
- Port Mini-HDMI.

## A420
La Cànon PowerShot A420 és una càmera digital de la sèrie Cànon PowerShot.
La càmera Cànon PowerShot A420 es publicità a comercials al 2004 amb la figura de Maria Xaràpova, la tennista, gràcies a l'agència Dentsu Corporation d'America.
Actualment està descontinuada.

## A450 i A460
Càmeres de 6.0 megapixeles, les més senzilles de les PowerShot.

## A470
Càmera mitjana, amb 7.1 megapixeles. Detecta el rostre a més d'incorporar altres funcions de detecció com:
- Aquari.
- Focs artificials.
- Macro.
- Moviment.
- Platja.
- Neu.
- Follage.

El seu zoom òptic és de 3.4x, i el digital de 4X. Combinat 10x.

## S90
Càmera prosumidora amb 10 megapixeles. El seu CCD es considera molt gran per a ser una càmera compacta, concretament de 1/1.7". Té gamma ISO de 100 a 1600, i és expandible a 3200.